# Pierrot Lunaire (gruppo musicale)
I Pierrot Lunaire sono stati un gruppo musicale rock progressivo formato nel 1974 a Roma.

## Storia del gruppo
Il gruppo viene formato a Roma dal polistrumentista Gaio Chiocchio (sitar, mandolino, chitarra, organo Hammond, cembali, timpani, voce) e dal pianista classico Arturo Stalteri (pianoforte, organo Hammond, spinetta eminent, celesta, percussioni, voce), con l'ingresso successivo del chitarrista Vincenzo Caporaletti (chitarra acustica, chitarra classica, chitarra 12 corde, chitarra elettrica, basso, batteria, flauto), tutti con un retroterra di studi musicali classici.
I Pierrot Lunaire producono due album sostanzialmente differenti tra loro. Il primo album, Pierrot Lunaire, pubblicato nel 1974 dall'etichetta discografica It, si caratterizza per atmosfere dolci derivanti dall'uso di strumenti acustici ed elettrici con la quasi totale assenza di percussioni.
Nel 1976 Vincenzo Caporaletti lascia il gruppo per proseguire la sua carriera nel jazz e viene sostituito dal soprano gallese Jacqueline Darby. Su tre degli otto brani del successivo album si registra anche la presenza del batterista Massimo Buzzi.
Il secondo disco, Gudrun, dal nome dell'omonimo personaggio mitologico norreno, è più orientato alla musica sperimentale, con uno sviluppo più frammentario e decadente rispetto al primo lavoro. La registrazione dell'album avvenne tra il 1975 e il 1976, ma viene pubblicato soltanto nel 1977 per la fine dell'attività dell'etichetta Vista che doveva distribuirlo.
I Pierrot Lunaire si sciolgono dopo il secondo disco. Gaio Chiocchio prosegue la carriera di autore (come per 1950 e Quando l'estate verrà di Amedeo Minghi) e produttore per altri artisti (tra i quali Goran Kuzminac e Paola Turci), ma muore nel 1996. Arturo Stàlteri continua la sua carriera di pianista e ricercatore musicale (conduttore di rubriche radiofoniche Rai). Vincenzo Caporaletti continua la carriera musicale jazzistica per poi diventare musicologo e docente universitario.
Nel 2011 l'etichetta M.P. & Records pubblica la raccolta Tre, contenente tre brani inediti che avrebbero fatto parte del loro terzo disco. Oltre ai tre inediti vi sono due versioni alternative di brani tratti da Gudrun e 8 cover di brani dal primo e secondo album eseguite da gruppi di nuovo progressivo italiano.

## Formazione
Ultima
- Arturo Stalteri – tastiere, percussioni, voce (1974-1977)
- Gaio Chiocchio – chitarra, tastiere, sitar, voce (1974-1977)
- Jacqueline Darby – voce (1976-1977)

Ex-componenti
- Vincenzo Caporaletti – chitarra, basso, flauto (1974-1976)

## Discografia

### Album in studio
- 1974 – Pierrot Lunaire
- 1977 – Gudrun

### Raccolte
- 2011 – Tre

### Singoli
- 1977 – Plaisir d'amour